# Myrciaria glazioviana
Espèce
Myrciaria glazioviana est une espèce de plantes de la famille des Myrtacées originaire du Brésil.